# Puy-l'Évêque
Puy-l'Évêque is een gemeente in het Franse departement Lot (regio Occitanie) en maakt deel uit van het arrondissement Cahors. De gemeente telde 1.870 inwoners op 1 januari 2022.
Het oudste gedeelte van het centrum dateert van de middeleeuwen en is als geheel beschermd. Puy-l'Évêque rivaliseert met Saint-Cirq-Lapopie voor de titel als mooiste dorp in de vallei van de Lot. De gemeente ligt in de wijnstreek appellation d'origine contrôlée "Cahors".

## Geschiedenis
De plaats ontstond in de 11e eeuw op een 30 meter hoge rots boven de Lot. In 1228 veroverde de bisschop van Cahors, Guillaume de Cardaillac, het dorp tijdens de Albigenzische Kruistocht. Daarna werd het dorp de westelijke grens van het domein van de bisschop en gaf hij de hij het zijn huidige naam Puy-l'Évêque (= berg van de bisschop). Hij liet er een bisschoppelijk kasteel bouwen. De plaats had een rivierhaven aan de Lot waar onder andere wijn werd verscheept. In de 17e eeuw werd de doorvaart op de rivier verbeterd door het bouwen van sluizen.
Tijdens de Honderdjarige Oorlog veranderde het dorp verschillende keren van heerser. Door het oorlogsgeweld raakte de streek ontvolkt. In 1580 kon de stad een lange protestantse belegering afslaan tijdens de godsdienstoorlog.
Voor de Franse Revolutie was het een plaats in de provincie Quercy. Gedurende de Franse Revolutie veranderden revolutionairen de naam naar Puy-Libre. Daarna naar Puy-sur-Lot maar de lokale inwoners verkozen toch Puy-l'Évêque. In de 19e eeuw brak de stad uit haar middeleeuwse omwallingen en werd onder andere de Grand'Rue aangelegd.

## Geografie
De oppervlakte van Puy-l'Évêque bedroeg op 1 januari 2022 26,38 vierkante kilometer; de bevolkingsdichtheid was toen 70,9 inwoners per km².
Puy-l'Évêque is gesitueerd in de vallei van de Lot tussen Fumel en Cahors. In de gemeente liggen ook dorpen en gehuchten als Martignac, Cazes en Courbenac. 
De onderstaande kaart toont de ligging van Puy-l'Évêque met de belangrijkste infrastructuur en aangrenzende gemeenten.

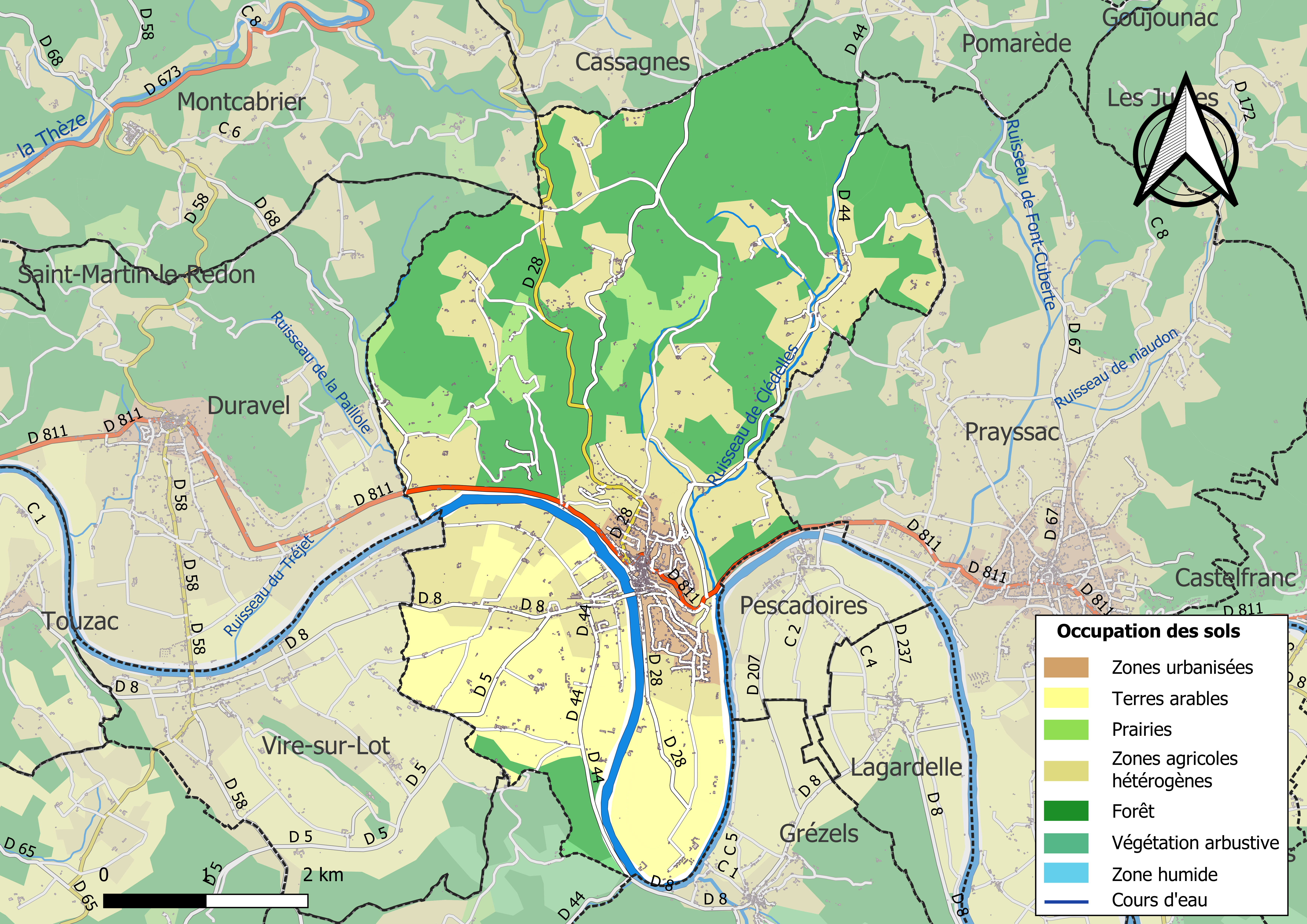

## Demografie
Onderstaande figuur toont het verloop van het inwonertal (bron: INSEE-tellingen).

## Bezienswaardigheden
- kerk Saint-Sauveur: vormde ooit een onderdeel van de verdedigingswerken
- kapel Saint-Michel met zijn altaarstuk van de 17e eeuw
- Château Bovila
- donjon uit de 13e eeuw overblijfsel van het bisschoppelijk paleis
- Lychairie; bijgebouw van het bisschoppelijke paleis
- molen uit de 18e eeuw
- kerk Saint-Pierre-ès-Liens in¨Martignac

### Afbeeldingen

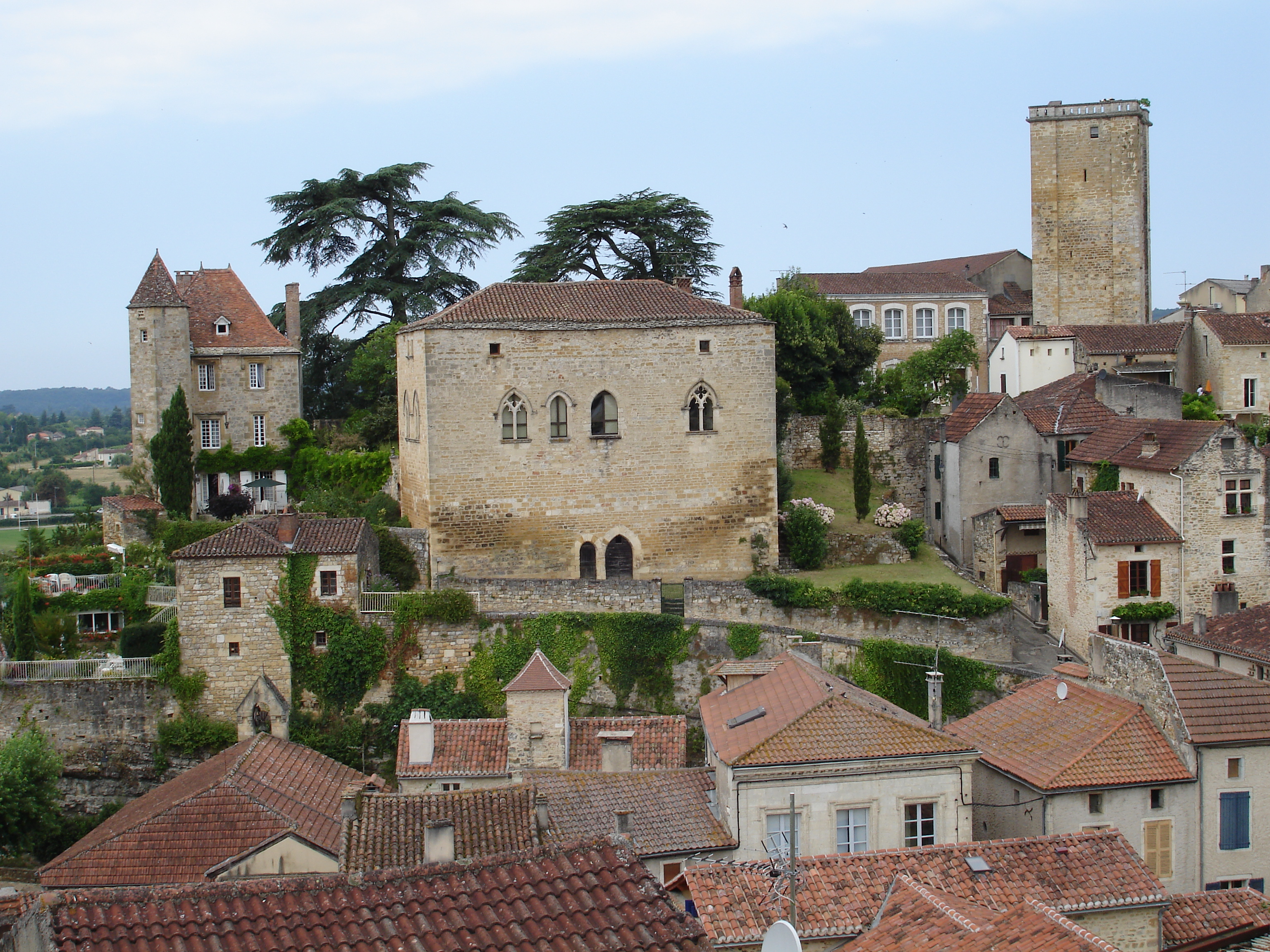
Centrum
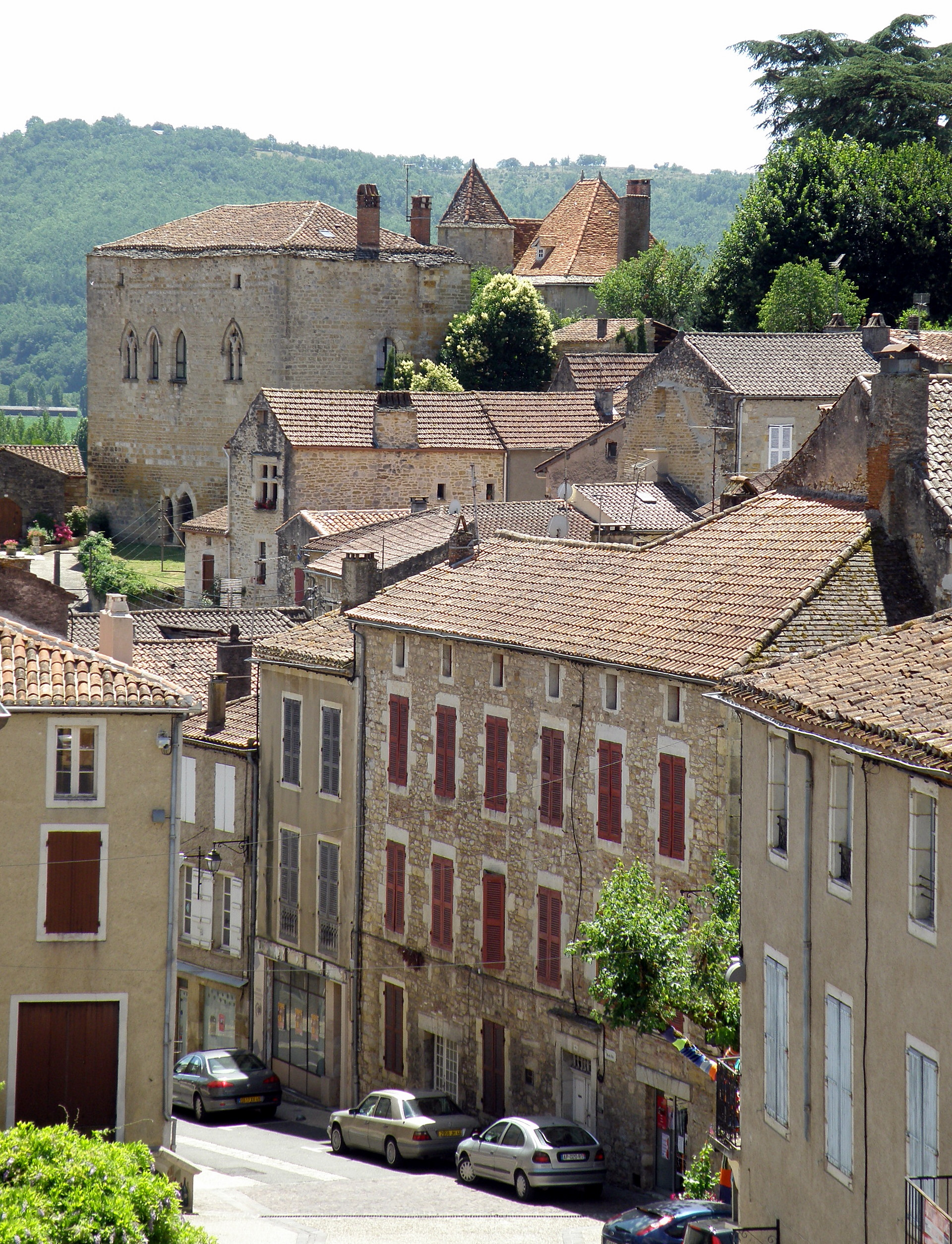
Grand'Rue
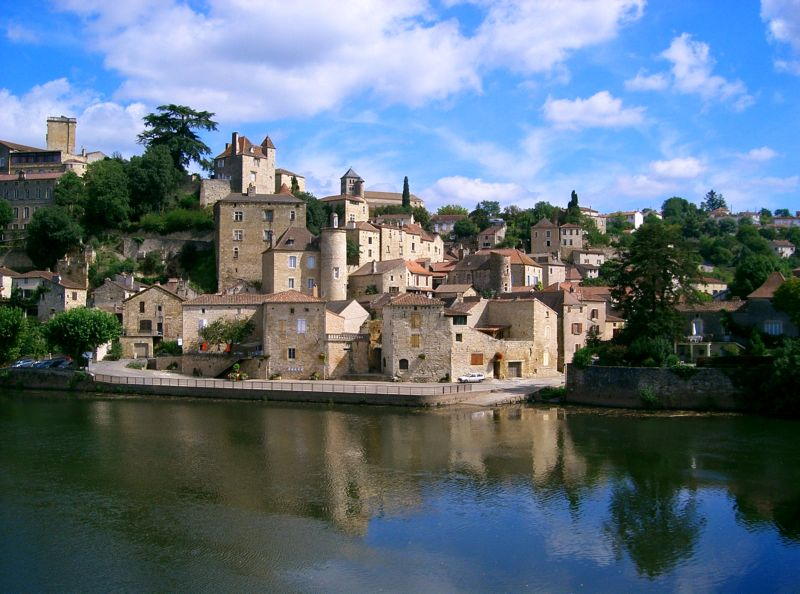
Gezicht vanaf de Lot
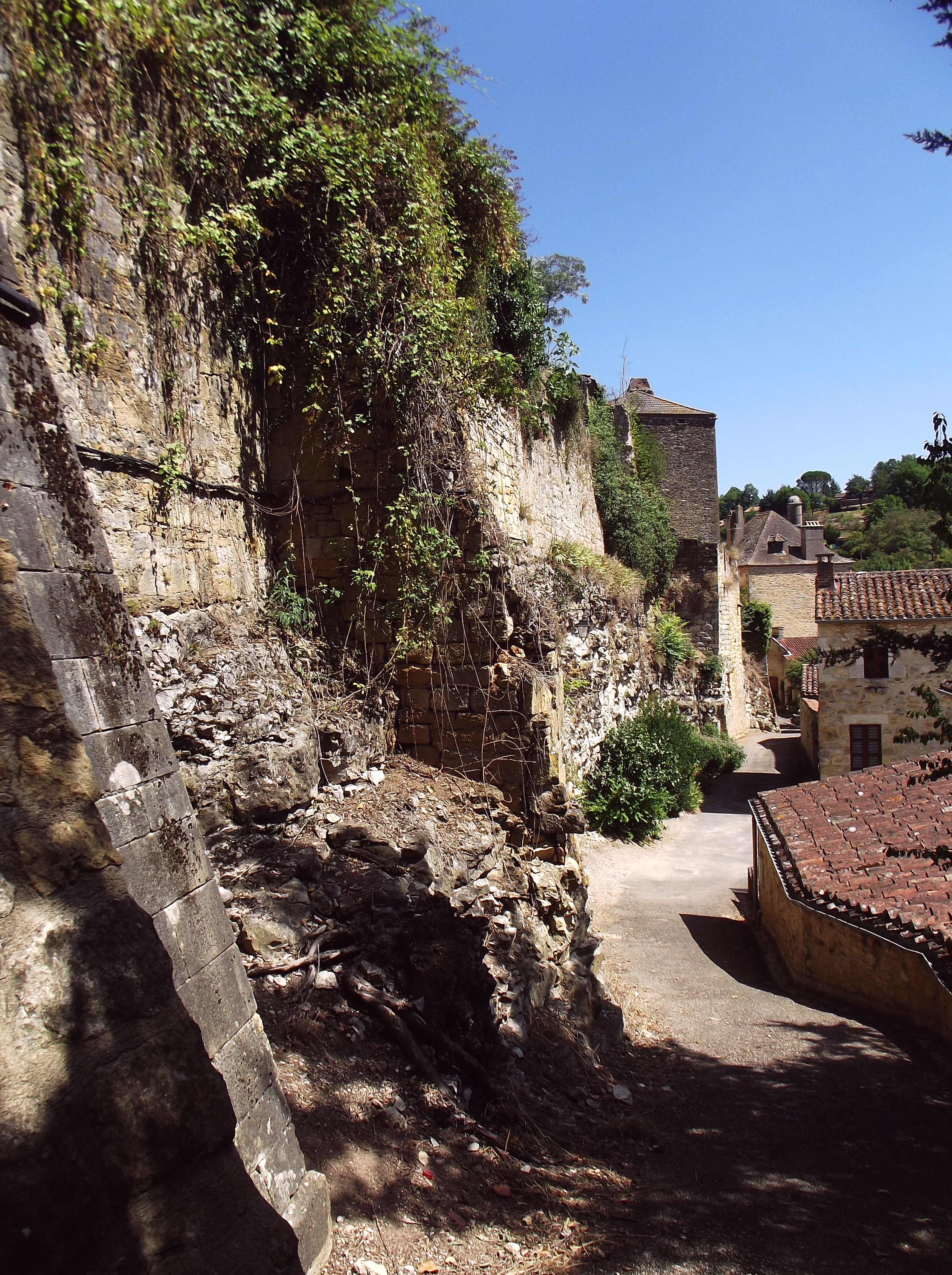
Rue des Capucins

## Belangrijke personen
- Jean-Louis Calmon (1774-1857), politicus en grootofficier in het Legion d'Honneur